# المجمع الملكي البريطاني للمحكمين المعتمدين
المجمع الملكي البريطاني للمحكمين المعتمدين (بالإنجليزية: Chartered Institute of Arbitrators، ويُختصر: CIArb) هو منظمة مهنية تمثل مصالح العاملين في مجال تسوية المنازعات البديلة. تأسس المجمع في 1 مارس 1915، ومنحته الملكة إليزابيث الثانية ميثاقًا ملكيًا في عام 1979.

## التاريخ
تأسس المجمع الملكي البريطاني للمحكمين المعتمدين تحت اسم "معهد المحكمين" (بالإنجليزية: Institute of Arbitrators) في 1 مارس 1915، وسُجّل كهيئة خيرية في المملكة المتحدة عام 1990. أُنشئ المجمع كجمعية غير مُدمجة على يد كل من: هـ. سي. إمري (محامٍ وأمين سر شركة معتمد)، ف. م. بور (مهندس معماري)، آي. دبليو. بولين (محاسب)، أ. باولز (المهنة غير معروفة)، وأ. ستيفنز (محامٍ).

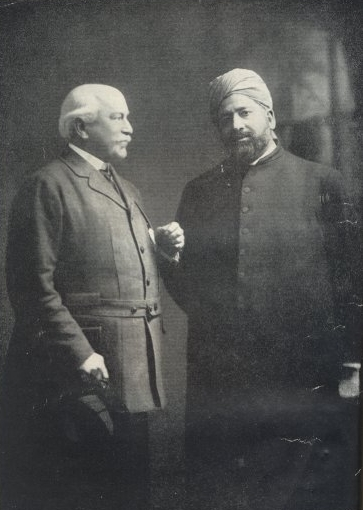
اللورد هيدلي (من اليسار)، أول رئيس للمعهد، مع خواجة كمال الدين (1913).

وقد تمثلت غاية التأسيس في "الارتقاء بمكانة التحكيم ليحظى بموقع متميز ومعترف به كأحد المهن المعرفية المتخصصة".
كان أول أمين عام للمجمع الملكي البريطاني للمحكمين المعتمدين هو هـ. سي. إمري، أحد المؤسسين، وكانت أولى مقار المجمع في العنوان 32 أولد جوري، لندن EC2. وفي يونيو 1915، انتُخب رولاند ألانسون-وين، البارون الخامس هيدلي، وهو مهندس استشاري، كأول رئيس للمجمع. ومنذ ذلك الحين، تعاقب على منصب الأمين العام أو المدير العام ثمانية أشخاص، كما شغل منصب الرئيس أو الرئيس الفخري 54 شخصية.
حوالي عام 1920، نُقلت مكاتب المجمع إلى شارع أولد برود، ثم أصبح هيئة مُدمجة محدودة بالضمان في أبريل 1925. شهد المجمع بعد ذلك عدة تنقلات إلى شوارع: نورفولك WC2، بيدفورد سكوير WC1، بورتلاند بليس W1، ثم في عام 1965 إلى بارك كريسنت W1. وفي عام 1975، انتقل إلى مقر جديد في شارع كانون EC4، وبقي فيه حتى عام 1990 عندما انتقل إلى مقر أنجل غيت EC1. وفي يناير 2001، حصل المجمع على ملكية كاملة لمبنى يقع في 12 بلومزبري سكوير، وانتقل إليه في الشهر التالي.
وفي عام 1975، دُمجت أنشطة التحكيم التابعة للمجمع مع محكمة لندن للتحكيم الدولي، إلا أن المؤسستين انفصلتا مرة أخرى في عام 1986. وفي وقت لاحق، دخل المجمع في شراكة مع غرفة التجارة والصناعة في لندن ومؤسسة مدينة لندن لإنشاء لجنة إدارة مشتركة تضم ممثلين من الكيانات الثلاثة بالتساوي.
في عام 1979، أصبح المجمع هيئة مُدمجة بموجب ميثاق ملكي، ما شكّل اعترافًا رسميًا بوضعه كمؤسسة معرفية متخصصة. وقد مُنح الميثاق الملكي إلى جانب اللوائح الداخلية الخاصة بالمجمع، مما رسّخ مكانته ضمن الهيئات المهنية المعترف بها. وفي عام 1981، تأسست "شركة المحكمين المُبجّلة" (بالإنجليزية: Worshipful Company of Arbitrators)، والتي احتلت المرتبة الثالثة والتسعين ضمن قائمة شركات النقابات المهنية في مدينة لندن.

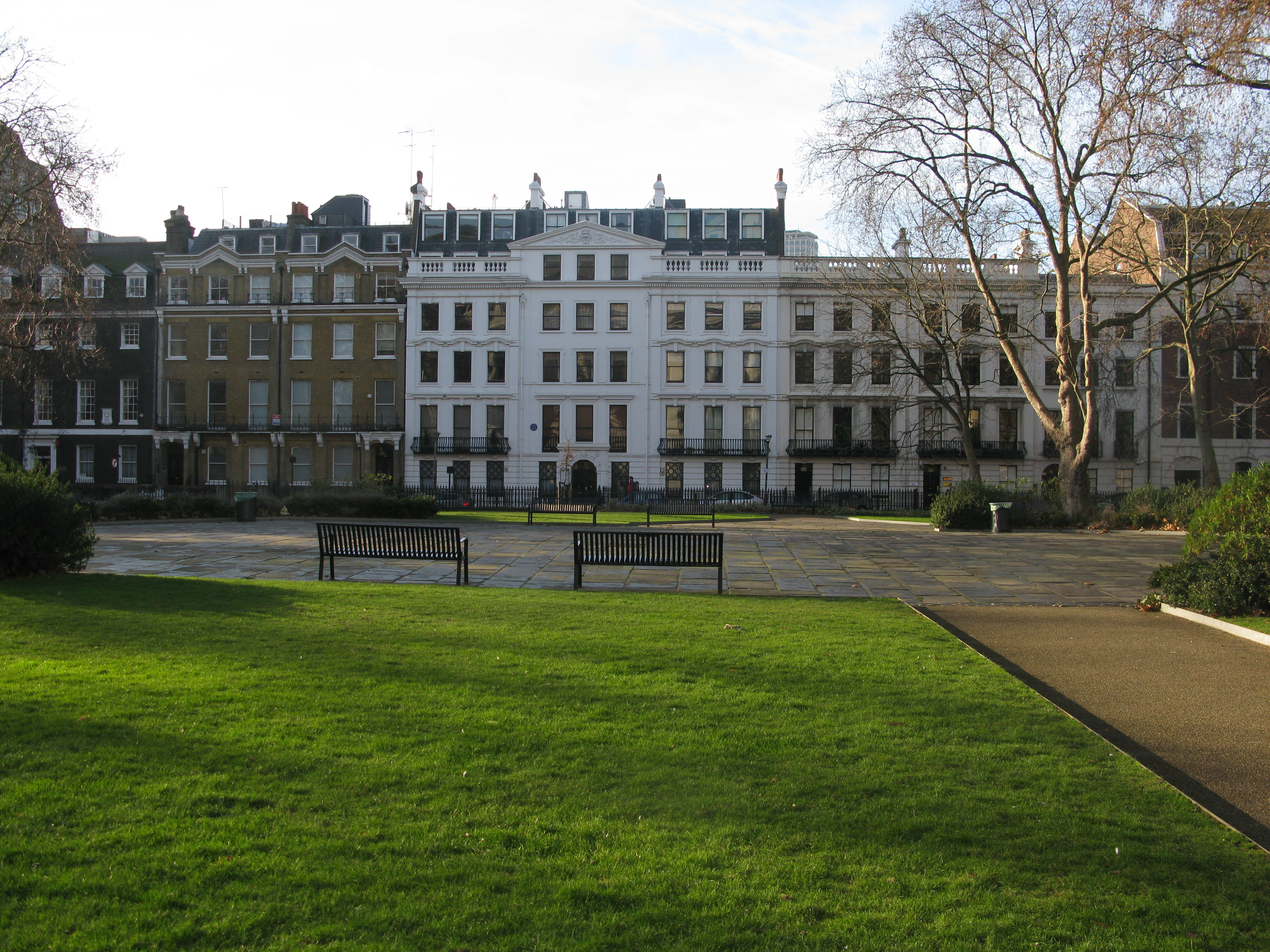
مقر المجمع الملكي البريطاني للمحكمين المعتمدين، إلى يسار معهد "لو كوردون بلو لندن"، في 12 بلومزبري سكوير (صورة التقطت عام 2008).

وفي يوليو 1990، أصبح المجمع هيئة خيرية، وكان الهدف الرئيسي من هذا التحول هو تعزيز وتيسير تسوية المنازعات عبر التحكيم ووسائل التسوية البديلة الأخرى، بعيدًا عن القضاء التقليدي. وقد أُنشئت عدة آليات لتحقيق هذا الهدف، من بينها: توفير وسائل للتواصل بين أعضاء المجمع والمهتمين بالتحكيم وتسوية المنازعات البديلة، وتقديم التدريب والتعليم بمختلف مستوياته للراغبين في ممارسة التحكيم أو العاملين فيه، فضلًا عن وضع سبل لاختبار مؤهلات المتقدمين للعضوية المهنية في المجمع من خلال الامتحانات.
تم تحديث الميثاق الملكي للمجمع في أعوام 1999 و2005 و2023. ففي عام 1999، أُضيفت فئة عضوية جديدة، ليُصبح هيكل العضوية مكوّنًا من ثلاث فئات رئيسية: منتسب، وعضو، وزميل. وفي السياق نفسه، تم استحداث مؤهل مهني جديد هو المحكّم المعتمد (بالإنجليزية: Chartered Arbitrator)، والذي يُعد أعلى مستوى تأهيلي في مجال التحكيم. وفي عام 2005، أُجريت تعديلات واسعة على الميثاق، كان أبرزها منح الأعضاء المقيمين خارج إنجلترا وويلز دورًا أكبر في إدارة المجمع، بالإضافة إلى استبدال "المجلس" بمجلس أمناء منتخب إقليميًا. أما في عام 2023، فقد أُدخلت تعديلات جديدة على الميثاق، شملت السماح بتعيين ما يصل إلى خمسة أمناء، ودمج مجلس الإدارة ضمن مجلس الأمناء، واستحداث مؤهل مهني جديد هو المُقرِّر المعتمد (بالإنجليزية: Chartered Adjudicator).
إلى جانب أنشطته التعليمية، يُقدّم المجمع برامج متخصصة مصمّمة خصيصًا لأسواق المستهلكين والقطاعات التجارية، تهدف إلى تسوية المنازعات خارج نطاق القضاء. وتشمل هذه البرامج، على سبيل المثال، خدمة التحكيم في التأمينات الشخصية (بالإنجليزية: Personal Insurance Arbitration Service). يُقدّم المجمع أيضًا خدمات ترشيح وتعيين في حالات التحكيم والتحكيم الخاص (باللاتينية: ad hoc)، والبتّ في النزاعات (بالإنجليزية: adjudication)، والوساطة (بالإنجليزية:mediation) ، وهي خدمات تُستخدم كثيرًا من قِبل الأطراف المتعاقدة ضمن بنود التحكيم كوسيلة لاختيار محكّم أوحد، مستقل، ومحايد.

## التعليم والتدريب والمؤهلات المهنية
بصفته مجمعًا مهنيًا يحمل ميثاقًا ملكيًا، يقدّم المجمع الملكي البريطاني للمحكمين المعتمدين مجموعة متنوعة من البرامج التعليمية والدورات التدريبية المهنية، تتراوح بين المستويات التمهيدية والمتقدمة، في مختلف مجالات تسوية المنازعات، بما في ذلك التحكيم، والوساطة، والبتّ في نزاعات التشييد. يوفر المجمع مؤهلات مهنية تغطي التخصصات الرئيسية في هذا المجال، مما يمنح اعترافًا عامًا بالخبرة في تسوية المنازعات. كما يُعنى المجمع بوضع ونشر مجموعة من المعايير والإرشادات المستندة إلى أحدث ما توصل إليه كبار الممارسين والخبراء في المهنة.
ويُنظّم المجمع أيضًا برنامجًا منتظمًا للفعاليات ضمن إطار التطوير المهني المستمر، وغالبًا ما يستضيف متحدثين مرموقين من داخل المهنة.

## الموارد الأكاديمية والمهنية

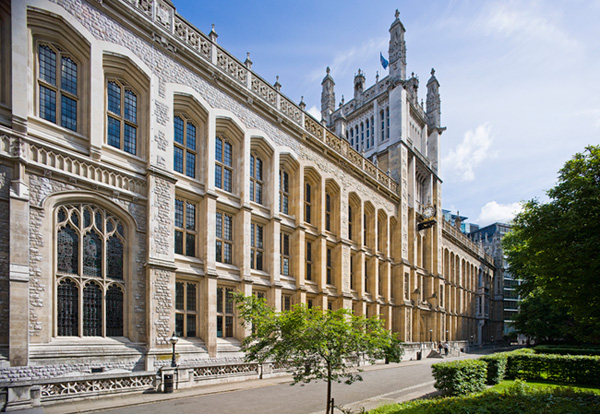
تستضيف مكتبة مون في لندن أرشيف مكتبة المجمع الملكي البريطاني للمحكمين المعتمدين.

بصفته الهيئة المهنية المعنية بتسوية المنازعات، يسعى المجمع إلى تعزيز البحث العلمي، والفكر الأكاديمي، والسياسات والممارسات المهنية الحديثة في هذا المجال، بوصفه هيئة معرفية متخصصة. ويتعاون المجمع بشكل وثيق مع المؤسسات الأكاديمية والهيئات المهنية الأخرى حول العالم. يُوفّر المجمع موارد معلوماتية وإرشادات مهنية لدعم أعضائه في عملهم الاحترافي، كما يساعد مستخدمي وسائل تسوية المنازعات على فهم الإجراءات وآليات الحل. تشمل خدماته القانونية: مقالات متخصصة، وأحكامًا قضائية، ولوائح تنظيمية، وإرشادات مهنية، ونماذج صياغة البنود التحكيمية.
ويستفيد الأعضاء من إمكانية زيارة مكتبة مون في لندن، حيث يوجد أرشيف المجمع، بالإضافة إلى إمكانية الوصول إلى متجر إلكتروني للكتب يتضمن مؤلفات في مجال تسوية المنازعات بأسعار مخفضة.